# 前へ 〜My way〜
｢前へ 〜My way〜｣（まえへ マイウェイ）は、ファンキー加藤の楽曲。ドリーミュージックから2018年1月17日に配信限定でリリースされた。また、この曲が初の配信限定曲となる。約10ヶ月越しでの配信となる。

## タイアップ
- 淀川寛平マラソン2017 テーマソング

## 曲の詳細
1. 前へ 〜My way〜 [3:56]
作詞 - ファンキー加藤 / 作曲 - ファンキー加藤、田中隼人